# Kẻ trộm mặt trăng 3
Despicable Me 3 (tiếng Việt: Kẻ trộm mặt trăng 3) là một bộ phim hoạt hình máy tính hài của Mỹ năm 2017 do Illumination Entertainment sản xuất và được phân phối bởi Universal Pictures. Đây là phần tiếp theo thứ ba sau Despicable Me 2 (2013) và là phần thứ tư trong loạt phim Kẻ trộm mặt trăng. Đạo diễn của phim là Pierre Coffin và Kyle Balda, và Eric Guillon đồng đạo diễn, dựa theo kịch bản của Cinco Paul và Ken Daurio.
Bộ phim dự kiến phát hành tại Hoa Kỳ vào ngày 30 tháng 6 năm 2017. Đoạn trailer chính thức đầu tiên của bộ phim được phát hành vào ngày 14 tháng 12 năm 2016. Công chiếu tại Việt Nam vào ngày 30 tháng 6 năm 2017.
Phần tiếp theo thứ tư trong loạt phim này là Kẻ trộm mặt trăng 4, sẽ được ra mắt vào ngày 3 tháng 7 năm 2024.

## Nội dung
Gru, hiện là đặc vụ của Liên minh chống tội phạm (Anti-villain League - AVL), đã đánh bại tên trộm nguy hiểm nhất thế giới, Balthazar Bratt, nhưng không thể bắt được hắn ta. Bratt đã là một diễn viên nhí những năm thập niên 80, từng đóng vai một siêu ác nhân trong một loạt phim truyền hình nổi tiếng trước khi chương trình bị hủy bỏ do những thay đổi trong tuổi dậy thì, và sự nổi tiếng của Bratt đã khiến hắn trở thành một siêu ác nhân thực sự. Do mãi không bắt được Bratt, nên Gru và vợ của anh, Lucy, đã bị giám đốc mới của AVL là Valerie Da Vinci miễn nhiệm.
Gru và Lucy miễn cưỡng nói với con của họ: Margo, Edith và Agnes rằng họ đã bị sa thải, nhưng đảm bảo với chúng rằng họ sẽ tìm được việc làm mới vào một ngày nào đó. Phần lớn các Minion của Gru đều rời khỏi nhà Gru khi anh từ chối trở lại làm ác nhân, dù đã mất công việc. Sáng hôm sau, gia đình được tiếp cận bởi quản gia của người em sinh đôi bị mất tích của Gru, Dru, lúc đó đang mong muốn gặp lại anh và hiện đang sống ở Freedonia. Ngạc nhiên trước phát hiện này, Gru đã gặp mẹ, người tiết lộ rằng sau khi ly hôn với cha của Gru, họ đã đồng ý mỗi người giữ một đứa con.
Gia đình quyết định gặp Dru, và họ rất ngạc nhiên với sự giàu có của anh ta, mà quản gia của Dru cho là bắt nguồn từ việc kinh doanh trang trại lợn. Dru nhanh chóng cuốn hút gia đình của Gru mặc dù đã khiến Gru khó chịu vì tính cách lạc quan của mình. Trong khi đó, các Minion bị bắt sau khi quậy phá tại một chương trình âm nhạc. Kế đến, Bratt lại lấy cắp viên kim cương một lần nữa, vì hắn dự định sẽ sử dụng nó để điều khiển con robot khổng lồ để tiêu diệt Hollywood, hòng trả thù cho việc huỷ bỏ chương trình của mình. Dru tiết lộ với Gru rằng người cha quá cố của họ là một siêu ác nhân được mệnh danh là "Khủng bố hói"; ông ấy đã làm những hành động tội ác trong suốt cả cuộc đời, và những tiến bộ công nghệ là nguồn tài sản thực sự của gia đình. Dru muốn Gru dạy anh cách trở thành một kẻ phản diện, nhưng Gru từ chối quay lại con đường cũ của mình. Trong khi Lucy cố gắng để thích ứng với vai trò là mẹ mới của bọn trẻ, thì Dru và Gru trở nên thân thiết hơn, đặc biệt là sau khi vui đùa trên chiếc xe công nghệ cao của cha họ.
Gru và Dru quyết định đánh cắp viên kim cương; tuy nhiên, Gru lại bí mật có ý định đưa nó đến AVL để thuyết phục Da Vinci tuyển dụng lại anh và Lucy. Họ trốn thoát trong gang tấc với viên kim cương và được Lucy giải cứu. Dru, khi nhận ra động cơ thực sự của Gru, đã tổn thương sâu sắc vì Gru đã nói dối anh về việc dạy anh trở thành một kẻ phản diện. Đổi lại, Gru lăng mạ sự kém cỏi của Dru và tuyên bố anh sẽ rời khỏi Freedonia và chấm dứt mối quan hệ của họ.
Sau đó, Bratt cải trang thành Lucy rồi bắt cóc bọn trẻ, đồng thời lấy lại viên kim cương từ tay Gru. Gru và Dru gạt sự thù hằn sang một bên và đuổi theo Bratt. Do robot của mình đã được viên kim cương cung cấp năng lượng, Bratt bắt đầu tấn công Hollywood, bao phủ nó trong kẹo cao su siêu mạnh với hy vọng rằng nó sẽ nâng thành phố ra ngoài không gian. Lucy giải cứu những đứa trẻ, trong khi Bratt cố gắng giết Gru bằng tia laser của người máy. Dru cố gắng đột nhập vào con robot và đập vỡ nguồn năng lượng, tuy nhiên lại suýt chết khi làm điều này. Bratt đối mặt với Gru, rồi sau đó Gru thách hắn ta "đấu nhảy" với anh. Sau một hồi vật lộn, Gru cuối cùng cũng vớ được cây đàn được vũ khí hoá của Bratt và dùng nó đánh bại hắn ta. Các Minion, sau khi thoát khỏi nhà tù, cũng đoàn tụ với Gru.
Gru và Lucy trở lại làm việc ở AVL. Gia đình mới tổ chức lễ kỷ niệm tại nhà của Gru, riêng Lucy đã gắn kết thành công với những đứa trẻ và công nhận chúng là con gái của mình. Sau đó, Dru, cùng với hầu hết các Minion, đánh cắp máy bay của Gru và bay đi. Gru và Lucy quyết định cho họ chạy trước 5 phút trước khi đuổi theo.

## Phần tiếp theo
Phần tiếp theo thứ tư trong loạt phim này là Kẻ trộm mặt trăng 4 được ra mắt tại Việt Nam vào ngày 3 tháng 7 năm 2024.